# چهار شهر
چهار شهر (انگلیسی: Quad Cities) منطقه ای از شهرها (در اصل چهار، نگاه کنید به تاریخ) در ایالت آمریکا، آیووا و ایلینوی: دونپورت، آیووا و بتندرف، آیووا در جنوب شرقی آیووا، و جزیره راک‌آیلند، ایلینوی، مولین، ایلینوی و ایست مولین، ایلینوی در شمال غربی ایلینوی است.